# Лошер, Стив
Стив Лошер (фр. Steve Locher; род. 19 сентября 1967, Сален, Вале) — швейцарский горнолыжник, призёр Олимпийских игр и чемпионата мира, победитель этапов Кубка мира. Наиболее удачно выступал в гигантском слаломе.
В Кубке мира Лошер дебютировал 23 января 1990 года, всего через шесть дней после дебюта одержал свою первую в карьере победу на этапе Кубка мира, в супергиганте. Всего имеет на своём счету 3 победы на этапах Кубка мира, 2 в гигантском слаломе и 1 в супергиганте. Лучшим достижением в общем зачёте Кубка мира, является для Лошера 15-е место в сезоне 1996/97.
На Олимпийских играх 1992 года в Альбервиле завоевал бронзу в комбинации, причём после скоростного спуска он занимал лишь 12-е место, но заняв второе место в слаломе, сумел подняться на третью строчку в общем зачёте, кроме этого стартовал в слаломе и гигантском слаломе, но в обоих случаях сошёл с дистанции.
На Олимпийских играх 1994 года в Лиллехаммере стал 12-м в комбинации, и вновь как и четыре года назад не добрался до финиша в гигантском слаломе.
На Олимпийских играх 1998 года в Нагано занял 6-е место в гигантском слаломе и 14-е место в супергиганте.
За свою карьеру участвовал в пяти чемпионатах мира, на чемпионате мира 1999 года завоевал бронзовую медаль в гигантском слаломе.
Использовал лыжи производства фирмы Atomic. Завершил спортивную карьеру в 2002 году, в дальнейшем работал тренером, с 2010 года тренер сборной Швейцарии по горным лыжам.

## Победы на этапах Кубка мира (3)
| № | Сезон   | Дата            | Место       | Дисциплина            |
| - | ------- | --------------- | ----------- | --------------------- |
| 1 | 1989/90 | 29 января 1990  | Валь-д'Изер | Супергигант           |
| 2 | 1993/94 | 19 декабря 1993 | Альта-Бадия | Гигантский слалом     |
| 3 | 1996/97 | 27 октября 1996 | Зёльден     | Гигантский слалом (2) |